# Liebe durch die Hintertür
Liebe durch die Hintertür ist ein österreichisch-deutsches Filmlustspiel aus dem Jahre 1969 von Franz Antel mit Terry Torday und der von Paul Löwinger angeführten Löwinger-Schauspielerfamilie in den Hauptrollen.

## Handlung
Inge Thal arbeitet als Steuerexpertin in München. Dort hat sie sich mit vier leichten Mädchen angefreundet. Eines Tages erbt die hübsche, junge Frau einen abgewirtschafteten Bauernhof in Tirol und beschließt, dorthin zu ziehen. Die vier Freundinnen folgen ihr. Bald müssen die strammen Bauernburschen vor Ort feststellen, dass die Städterinnen außerordentlich anziehend sind, und jene versuchen, durch die Hintertür zu diesen vorzudringen. Monique, Babs, Lynn und Coco sind den Annäherungen nicht abgeneigt, wollen sich aber ihre Liebesdienste anders als bisher nicht mit Geld bezahlen lassen. Vielmehr schwebt ihnen Arbeit als Gegenleistung vor: Die kräftigen Kerle sollen ihnen und Inge dabei helfen, den heruntergekommenen Hof wieder auf Vordermann zu bringen.
Die Tiroler Gaudiburschen lassen sich nicht lumpen und packen sogar bei der Arbeit auf dem Feld, im Wald und auf der Wiese kräftig mit an. Das wiederum gefällt den ortsansässigen, reschen Madeln ganz und gar nicht, sind ihnen doch in den fünf jungen Frauen aus der Großstadt starke Mitbewerberinnen um die Gunst der Bauernburschen erwachsen. Bald wird das Eifersuchtsdurcheinander vollkommen, als nun auch noch Moniques, Babs‘, Lynns und Cocos vernachlässigte Freunde aus der Stadt in das Dorfidyll einbrechen. Auch der Bürgermeister hat seine Hände in dem Gewirr. Während kreuz und quer gebusselt und gefensterlt wird, beginnt sich eine zarte Romanze zwischen Inge und dem gutaussehenden Peter Amrain zu entwickeln.

## Produktionsnotizen
Liebe durch die Hintertür entstand im Sommer 1969 in Wien und in Going am Wilden Kaiser. Kurt Kodal hatte die Produktionsleitung. Die Bauten stammen aus der Hand von Nino Borghi. Um eine Szene am Schluss des Films zu realisieren, in der eine Musikkapelle nackt vorbeimarschiert, ließ Regisseur Franz Antel die Goinger Bürgerkapelle eine Mittagspause machen und ihre Instrumente am Drehort stehenlassen. Während der Abwesenheit der echten Musiker griffen sich Mitarbeiter des Filmteams sowie Urlauber die Instrumente und defilierten nackt an der Kamera vorbei.
Der Film passierte am 17. Oktober die FSK-Prüfung. Im heimatlichen Österreich wurde der Streifen erstmals am 27. September gezeigt, die bundesdeutsche Uraufführung fand am 24. Oktober 1969 statt. 
Eine später erschienene neugeschnittene Fassung hatte den Titel Die liebestollen Dirndl von Tirol.

## Kritiken
„Primitive Heimat- und Sexfilmschnulze, die das unterste Geschmacksniveau nie verläßt.“

„Trotteliges Dorflustspiel mit primitiven, anzüglichen sogenannten Witzeleien. Wer's anschaut, ist selber schuld.“